# غافين ماكسويل
غافين ماكسويل  (بالإنجليزية: Gavin Maxwell)‏ (15 يوليو 1914 7 سبتمبر 1969) عالم اسكتلندي متخصص بالتاريخ الطبيعي ومؤلف ويشتهر بتخصصة مع حيوانات القضاعات(كلاب الماء) وفي كتابه خاتم المياه الصافية (بالإنكليزية: Ring of Bright Water) قصة احضاره لقضاعة ناعمة الفراء (Lutrogale perspicillata) من العراق وتربيتها في قرية غلينيلغ، على الساحل الغربي لاسكتلندا

غافين ماكسويل

## كلب ماء ماكسويل
في عام 1956، قام ماكسويل بجولة في الاهوار. جنوب العراق مع المستكشف ويلفريد ثيسيجر. وتمكن من الحصول على جروين صغيرين وذيلهما بطول قلم الرصاص فسماهما (كحلاء ومجبل) فالأول توفي بالحمى والثاني أخذ معه إلى لندن وعاش فيها عدة سنوات. وقد (خضع مجبل) إلى دراسات أوروبية مختصة بعلم الحيوان فظهر بأنه حيوان لا يوجد من نوعه في العالم، وليس له اسم علمي فسماه (Lutrogale perspicillata maxwelli). وبينما كان مجبل يتجول في ريف لندن دهسه سائق اسكتلندي بطريق الخطأ فمات فحزن ماكسويل حزنا شديداً عليه.
.
وفي كتابه العرب لمارش، ويلفريد ثيسيجر كتب: إنه في عام 1956، كان يشترك مع غافن ماكسويل، في مشروع كتابة كتاب عن الاهوار، وجاء معي إلى العراق، وأخذنا جولة في البلد لمدة سبعة أسابيع. وقال انه يريد دائما ان يدرب القضاعة كحيوان أليف، وأخيرا وجد قضاعة في جنوب الأهوار ثبت أنها من الأنواع الجديدة. وأصبحت محور اهتمام ماكسويل في حياته، والذي توفي بالسرطان في عام 1969.

## وصلات خارجية
- غافين ماكسويل على موقع الموسوعة البريطانية (الإنجليزية)